# Madhya Pradesh
Il Madhya Pradesh (in hindī मध्य प्रदेश, Madhya Pradeśa) è uno Stato federato dell'India centrale.
La lingua ufficiale è l'hindī.

## Geografia fisica
Il Madhya Pradesh, il cui nome in hindi significa "provincia centrale", è uno Stato situato al centro dell'India, a sud della pianura del Gange.
Confina a nord-ovest con il Rajasthan, a nord-est con l'Uttar Pradesh, a est con il Chhattisgarh, a sud con il Maharashtra ed a ovest con il Gujarat.
Il territorio è attraversato a nord-ovest dalla catena collinare delle monti Vindhya che separa geograficamente il sub-continente indiano nell'India settentrionale e nell'India meridionale. Nell'area meridionale si estende la catena delle colline Satpura. Tra le due catene collinari si estende la valle del fiume Narmada, che scorre da est a ovest verso il Mar Arabico. Sulle sue rive sorge la città di Jabalpur. I fiumi del nord dello Stato defluiscono verso il bacino del fiume Gange.
Nel territorio trova sede il Parco nazionale di Kanha.

### Città Principali

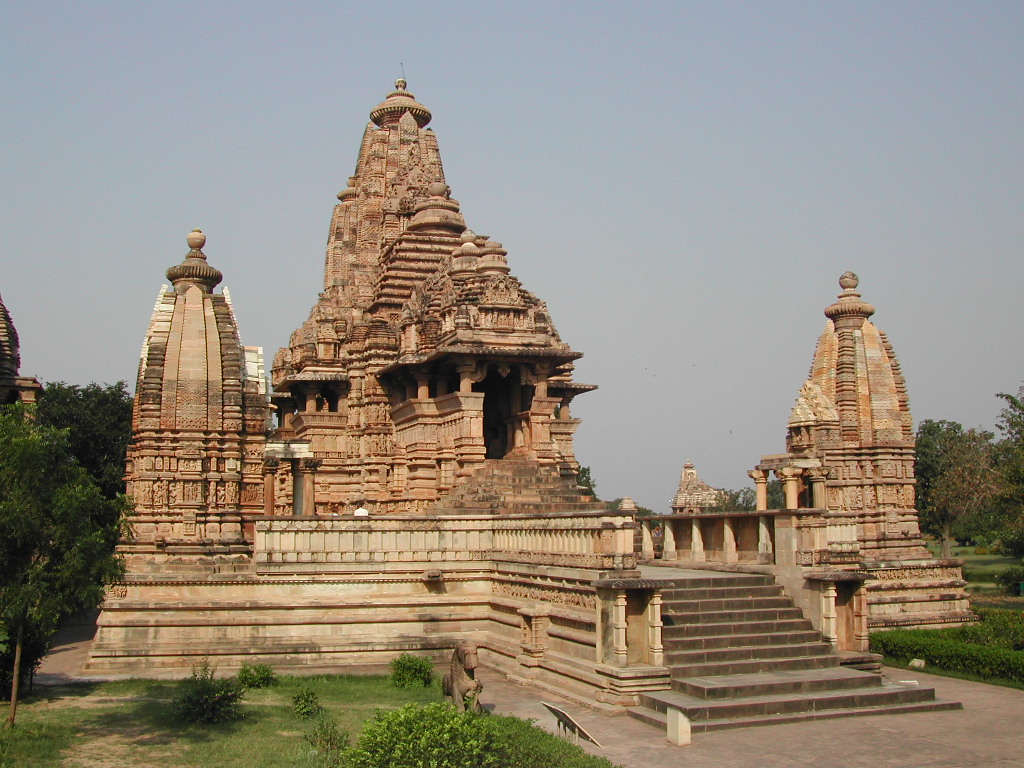
Il tempio Lakshmana a Khajuraho nel distretto di Chhatarpur

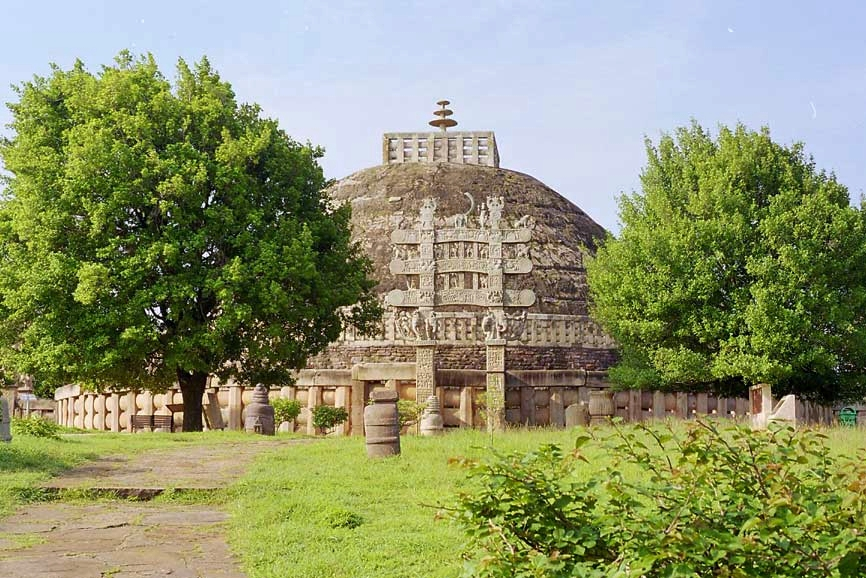
La grande stupa del villaggio di Sanchi situato a circa ad est di Bhopal.

La capitale dello Stato è Bhopal che è posta nell'area centrale sull'altopiano di Malwa.
La città più popolosa è Indore che è posta nell'area occidentale a sud della catena delle colline Satpura.
(Fonte: Censimento 2001)
| Città     | Popolazione |
| --------- | ----------- |
| Indore    | 1.597.441   |
| Bhopal    | 1.433.875   |
| Jabalpur  | 951.469     |
| Gwalior   | 826.919     |
| Ujjain    | 429.933     |
| Sagar     | 232.321     |
| Dewas     | 230.658     |
| Satna     | 225.468     |
| Ratlam    | 221.267     |
| Burhanpur | 194.360     |
| Murwara   | 186.738     |
| Singrauli | 185.580     |
| Rewa      | 183.232     |
| Khandwa   | 171.976     |
| Bhind     | 153.768     |
| Morena    | 150.890     |

## Storia
Nel 1863 i Britannici annetterono lo Stato di Nagpur, che tra gli altri territori comprendeva la parte sud-orientale dell'attuale Stato, istituendo nell'area dello Stato di Nagpur le Central Provinces con Nagpur come capitale.
Il Madhya Pradesh come Stato federale è sorto nel 1956 con l'intento di riunire in un unico Stato le popolazioni di lingua hindi di quella parte dell'India. Furono così uniti la maggior parte dello Stato del Madhya Bharat e gli Stati di Vindhya Pradesh e Bhopal oltre al territorio di Sironj.
Il territorio di Nagpur, a maggioranza linguistica marathi, passò al Maharashtra. Bhopal divenne la capitale del Madhya Pradesh.
Il Madhya Pradesh fu il più esteso Stato dell'Unione indiana fino al 1º novembre 2000, quando con i suoi territori sud-orientali fu istituito il nuovo Stato di Chhattisgarh.

## Lingue e religione
La lingua maggioritaria è l'hindi che ha nello Stato diverse varianti locali che vengono definite dialetti dell'hindi o di altri lingue. Il gruppo linguistico marathi costituisce una forte minoranza.
Circa il 90% della popolazione professa la religione indù. I musulmani rappresentano una minoranza del 6%. Esistono poi minoranze sikh, giainiste, cristiane e buddiste.

## Geografia antropica

### Suddivisioni amministrative

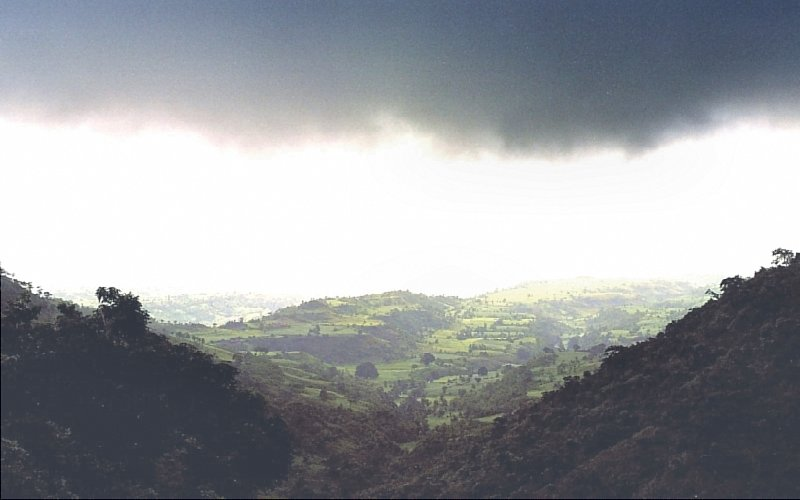
La catena delle colline Vindhya nei pressi di Mandu nel distretto di Dhar

Il Madhya Pradesh è diviso in 50 distretti, raggruppati in dieci divisioni amministrative:
- Divisione di Bhopal
  - Bhopal
  - Raisen
  - Rajgarh
  - Sehore
  - Singrauli
  - Vidisha
- Divisione di Chambal
  - Bhind
  - Morena
  - Sheopur
- Divisione di Gwalior
  - Ashoknagar
  - Datia
  - Guna
  - Gwalior
  - Shivpuri
- Divisione di Hoshangabad
  - Betul
  - Harda
  - Hoshangabad
- Divisione di Indore
  - Alirajpur
  - Barwani
  - Burhanpur
  - Dhar
  - Indore
  - Jhabua
  - Khandwa
  - Khargone
- Divisione di Jabalpur
  - Balaghat
  - Chhindwara
  - Jabalpur
  - Katni
  - Mandla
  - Narsinghpur
  - Seoni
- Divisione di Rewa
  - Rewa
  - Satna
  - Sidhi
- Divisione di Sagar
  - Chhatarpur
  - Damoh
  - Panna
  - Sagar
  - Tikamgarh
- Divisione di Shahdol
  - Anuppur
  - Dindori
  - Shahdol
  - Umaria
- Divisione di Ujjain
  - Dewas
  - Mandsaur
  - Neemuch
  - Ratlam
  - Shajapur
  - Ujjain